# Poga oleosa
Poga oleosa ist ein Baum aus der Familie der Anisophylleaceae aus Zentralafrika, Gabun, Kamerun und Nigeria. Es ist die einzige Art der Gattung Poga.

## Beschreibung
Poga oleosa wächst als immergrüner Baum bis über 40 Meter hoch. Der Stammdurchmesser erreicht über 90–100 Zentimeter. Es werden oft breite Brettwurzeln gebildet. Die gräuliche bis braun-graue Borke ist relativ glatt bis leicht rau oder etwas schuppig.
Es werden dimorphe Laubblätter ausgebildet, kleine an der Basis der großen, die Nebenblätter fehlen. Die „großen“, einfachen, wechselständigen, ledrigen und kahlen Laubblätter sind ganzrandig und kurz gestielt. Der kurze, dickliche und kahle Blattstiel ist 1–2 Zentimeter lang. Die steifen Blätter sind eiförmig, -lanzettlich bis elliptisch oder länglich. Sie sind 7–15 Zentimeter lang und 5–7 Zentimeter breit. An der Spitze sind sie abgerundet bis rundspitzig seltener spitz oder eingebuchtet. Der Blattrand ist leicht umgerollt. Die oberseits glänzenden, dunkelgrünen Blätter sind unterseits drüsig und hellgrün. Die „kleinen“, sitzenden und kahlen, eiförmigen Blätter fallen früh ab. Die Nervatur ist gefiedert und unterseits erhaben.
Poga oleosa ist einhäusig monözisch. Es werden vielblütige und kurzhaarige Rispen mit ährigen Seitenästen gebildet. Die funktionell eingeschlechtlichen und vierzähligen, sehr kleinen, weißlichen, heteromorphen Blüten mit doppelter Blütenhülle sind sitzend. Die männlichen Blüten sind nur etwa halb so groß wie die weiblichen. Die dreieckigen Kelchblätter sind kurz verwachsen und bis (1)–1,5 Millimeter lang, die Petalen sind mit den an den Spitzen drüsigen, 4–8 fransig-fädigen Anhängseln bis etwa bis (1,5)–3 Millimeter lang. In den männlichen Blüten sind 8 sehr kurze, fast sitzende und freie Staubblätter in zwei Kreisen vorhanden, in den weiblichen 8 Staminodien. Der vierkammerige Fruchtknoten der weiblichen Blüten ist unterständig mit vier sehr kurzen Griffeln mit minimalen Narben, in den männlichen Blüten ist ein Pistillode vorhanden. Es ist jeweils ein Diskus vorhanden.
Es werden rundliche bis ellipsoide, grünliche, braun-wärzliche und mehrsamige, teils „bereifte“, 4–7 Zentimeter große Steinfrüchte gebildet. Sie enthalten einen großen, porösen und skulptierten, höckrigen, 2–4samigen, sehr harten Steinkern. Die Samen sind 2–2,5 Zentimeter groß.

## Verwendung
Die süßen Früchte sind essbar. Die Samen können roh oder geröstet gegessen werden. Auch ein Speiseöl (Poga-, Inoyöl) wird aus den Samen gewonnen. Das Öl wird auch zum Massieren oder als Abführmittel verwendet. Der Presskuchen dient als Viehfutter.
Die tanninhaltig Rinde wird medizinisch oder zum Schwarzfärben verwendet.
Das relativ leichte, moderat beständige und gut behandelbare Holz ist bekannt als Ovoga oder Afo. Es wird für verschiedene Anwendungen genutzt, gerne für Kanus.

## Weiteres
Die Benennung erfolgte zu Ehren des französischen Botanikers Jean Baptiste Louis Pierre, der die Gattung und die Art als Erster 1896 im Bulletin der Pariser Linné-Gesellschaft beschrieben hatte. Früchte der Poga oleosa, von der indigenen Bevölkerung Kameruns als Njore-Njole bezeichnet, wurden zuerst von Ludwig Brieger wissenschaftlich untersucht.